# URI

Sơ đồ Euler biểu diễn URI hoặc là một định vị tài nguyên thống nhất (URL), hoặc một tên tài nguyên thống nhất (URN), hoặc cả hai.

Trong công nghệ máy tính, một định dạng tài nguyên thống nhất (URI, viết tắt từ Uniform Resource Identifier) là một chuỗi ký tự được sử dụng để xác định, nhận dạng một tên hoặc một tài nguyên. Việc xác định như vậy cho phép tương tác với các thể hiện tài nguyên trên mạng (thường là World Wide Web) sử dụng các giao thức cụ thể. Lược đồ chỉ định một cú pháp chuẩn và các giao thức liên quan để xác định mỗi URI.
URI xác định việc nhận dạng cho tài nguyên trên mạng qua tên bằng URN, hay là qua địa chỉ bằng URL, hay là cả hai.

## Cấu trúc
Theo tiêu chuẩn hiện hành RFC 3986 một URI được cấu tạo từ 5 phần: scheme (sự xếp đặt), authority (nhà cung cấp), path (đường dẫn), query (truy vấn) và fragment (phân mảnh), trong đó chỉ có scheme và path là bắt buộc phải có trong mỗi URI: Cú pháp chung chung là:
```
URI = scheme ":" hier-part [ "?" query ] [ "#" fragment ]

```

(URI = đề án ":" phần ở đây [ "?" truy vấn ] [ "#" phân mảnh ]))
Theo đó hier-part là cho một authority tùy chọn và path. Nếu có authority, nó bắt đầu với hai dấu gạch chéo, và đường dẫn phải bắt đầu với một dấu gạch chéo. Tiêu chuẩn làm rõ các thành phần này với hai ví dụ:
```
  foo://example.com:8042/over/there?name=ferret#nose
  \_/   \______________/\_________/ \_________/ \__/
   |           |            |            |        |
scheme     authority       path        query   fragment
   |   _____________________|__
  / \ /                        \
  urn:example:animal:ferret:nose

```

## Mối quan hệ giữa URL và URN
URI có thể được phân loại như là nhận dạng (URL), như tên gọi (URN), hoặc là cả hai. Một Định danh tài nguyên thống nhất (Uniform Resource Name - URN) có chức năng giống như tên của một người, trong khi một định vị tài nguyên thống nhất (Uniform Resource Locator - URL) tương tự như địa chỉ đường phố của người đó. Nói cách khác: URI xác định việc nhận dạng cho đối tượng qua tên bằng URN, hay là qua địa chỉ bằng URL.
Hệ thống mã số ISBN sử dụng để nhận dạng sách cung cấp 1 ví dụ rất cụ thể về URN. Chỉ số ISBN 0486275574 (urn:isbn:0-486-27557-4) cho biết đây là một ấn bản truyện kịch Romeo và Juliet của Shakespeare. Để tìm cuốn sách này, phải cần địa chỉ cuốn sách đó chính là địa chỉ URL. Đường dẫn địa chỉ URL của cuốn sách trên hệ thống Unix sẽ có địa chỉ như là: file:///home/username/RomeoAndJuliet.pdf, đây là đường dẫn tập tin được lưu trên ổ cứng máy tính. Vì vậy URN và URL luôn có mục đích hỗ trợ và bổ sung cho nhau.